# Двеста години заедно
„Двеста години заедно“ (на руски: „Двести лет вместе“) е двутомно историческо есе на руския писател Александър Солженицин, издадено през 2001 и 2002 година. Книгата е написана като подробна история на евреите в Руската империя, Съветския съюз и съвременна Русия, между 1795 и 1995 година, с фокус върху отношението на държавата към евреите.
„Двеста години заедно“ предизвиква спорове, като много историци сочат недостоверната ѝ фактологическа основа, а някои я класифицират като антисемитска.

## Първо издание
- ЧАСТ I – Солженицын А. И. Двести лет вместе: В 2 т. Т. 1. – М.: Русский путь. 2001. 512 с. ISBN 5-85887-110-0. ББК 63.3 (2)
- ЧАСТ II – Солженицын А. И. Двести лет вместе: В 2 т. Т. 2. – М.: Русский путь. 2002. – 512 с., ил. ISBN 5-85887-151-8. ББК 63.3 (2)